# Pegantha dodecagona
Pegantha dodecagona är en nässeldjursart som först beskrevs av Péron och Charles Alexandre Lesueur 1809.  Pegantha dodecagona ingår i släktet Pegantha och familjen Solmarisidae. Inga underarter finns listade i Catalogue of Life.